# Amblyseius spiculatus
Amblyseius spiculatus är en spindeldjursart som beskrevs av Denmark och Muma 1973. Amblyseius spiculatus ingår i släktet Amblyseius och familjen Phytoseiidae. Inga underarter finns listade i Catalogue of Life.